# Drapelul Hondurasului

Drapelul Hondurasului -- Proporțiile steagului - 1:2

Drapelul Hondurasului a fost adoptat pe 7 martie 1866, și s-a bazat pe drapelul Republicii Federale a Americii Centrale. În 1823 Honduras s-a alăturat Provinciilor Unite ale Americii Centrale și și-a adoptat steagul. În 1866 a fost modificat; cinci stele azurii au fost plasate în centru pentru a reprezenta cele cinci provincii originale din America Centrală. Culorile și modelul sunt aceleași cu steagul Provinciilor Unite ale Americii Centrale. [1] Navele civile și guvernamentale o o folosesc ca steag. Navele din marina hondureană o folosesc ca drapel o versiune în care emblema celor cinci stele este înlocuită de stema Hondurasului deasupra unui arc inversat de cinci stele mici azurii.
Drapelul constă din trei benzi orizontale de lățime egală cu un raport de lungime totală: lățime de 1:2. Cele două benzi azurii externe reprezintă Oceanul Pacific și Marea Caraibelor și reprezintă, de asemenea, cerul albastru și fraternitatea. Banda albă din mijloc reprezintă pământul dintre ocean și mare, pacea și prosperitatea poporului și puritatea gândurilor. Cele cinci stele azurii cu cinci vârfuri aranjate într-un model X centrate în banda albă reprezintă cele cinci națiuni ale fostei Republici Federale ale Americii Centrale (El Salvador, Costa Rica, Nicaragua, Honduras și Guatemala) și speranța că națiunile ar putea să formeze din nou o uniune.